# Vision Vancouver
Vision Vancouver ist eine lokale politische Partei in der kanadischen Stadt Vancouver. Sie steht in der Mitte des politischen Spektrums und entstand im Jahr 2005, als der damalige Bürgermeister Larry Campbell und drei Stadtratsabgeordnete aus der Mitte-links-Partei Coalition of Progressive Electors (COPE) austreten. Grund waren Meinungsverschiedenheiten mit weiter links stehenden COPE-Stadträten bei der Steuer- und Stadtplanungspolitik. Bei den Stadtratswahlen 2005 errang Vision Vancouver drei Sitze. Drei Jahre später erzielte sie eine absolute Mehrheit und stellt mit Gregor Robertson auch den amtierenden Bürgermeister.